# Khoudia Diop
Khoudia Diop, également connu sous les surnoms de Melanin Goddess et de La déesse de la mélanine,,  est une mannequin et actrice ébène sénégalaise.

## Jeunesse et famille
Khoudia Diop est née dans une famille comprenant une sœur aînée et un frère.
Enfant, elle a été confrontée à des défis liés à son teint foncé, ce qui l'a rendue sujette à des moqueries de la part d'autres enfants.

## Installation à Paris et difficultés
À l'âge de quinze ans, Khoudia Diop s'est installée à Paris. Cependant, son intégration dans la ville n'a pas été sans difficultés, et elle déclare avoir été victime d'intimidation pendant cette période.
Khoudia Diop a une sœur aînée et un frère.
Cependant, lors de ses années lycée, à Paris, elle a été approchée à plusieurs reprises par des photographes qui lui ont demandé si elle avait un intérêt pour le mannequinat. Au départ, Khoudia n'était pas intéressée parce qu'elle voulait d'abord faire ses études et était effrayée parce qu'elle ne savait pas dans quoi elle s'embarquait.

## Carrière
Khoudia  a donc officiellement commencé à être mannequin, à l'âge de 17 ans, avec l'objectif de changer les perceptions de la "beauté" dans l'industrie de la beauté en encourageant les gens à avoir confiance en leur apparence, en particulier en devenant une source d'inspiration pour les jeunes filles et leur faire savoir qu'elles sont toutes des déesses à l'intérieur comme à l'extérieur".
Elle s'est surnommée elle-même "Déesse Mélanine" pour montrer la fierté de son apparence. 
En 2016, Khoudia Diop a déménagé à New York pour ses études universitaires en commerce et a participé à la campagne The Colored Girl Project, qui l'a rendue populaire sur Instagram. 
Son premier compte Instagram s'appelait BlackBarbie.
En 2017, elle est apparue dans une campagne publicitaire pour la marque de cosmétiques française Make Up For Ever.